# Barski ljetopis
Barski ljetopis crnogorska je kulturna manifestacija Kulturnoga  centra  Bar koja se svakog ljeta održava u opštini Bar.

## Istorijat
Početkom 1987. godine pokreće se incijativa sa  ciljem da bi se  trebalo  obogatiti barsko kulturno ljeto. Jednu godinu kasnije (1988) novonastalu manifestaciju odnosno festival, kao osvježenje gradu i kulturi vodila je Kulturno prosvjetna zajednica, čija je predsjednica tada bila Branka Nikezić. Prvo izdanje Festivala 1988. godine upamćeno je po premijeri predstave Vladimir i Kosara, koju je tada po tekstu Aleksandara Popovića, režirao Slobodan Milatović odigranoj na teritoriji nekadašnjega manastira Prečista Krajinska kod naselja Ostros. Naziv je nastao od crnogorske istorijske hronike Ljetopisa popa Dukljanina i naziva istoimene opštine.

## Program i koncept festivala
Kroz dva dijela, Večernju scenu i Prateći program koncept se sastoji od književnoga, likovnoga, muzičkoga i pozorišnoga programa a realizuje se uz podrčku i pokroviteljstvo opštine Bar, Turističke  organizacije  Bar i Ministarstva  kulture  Crne  Gore.

## Izvor
- Nikola Racković: Leksikon crnogorske kulture, DOB, Podgorica, 2009.

## Spoljašnje veze
- http://www.barskiljetopis.me/o-nama/festival/
- https://web.archive.org/web/20180102083925/http://www.barinfo.me/text.php?kategorija=4&id=6074